# Maestro di Castelsardo

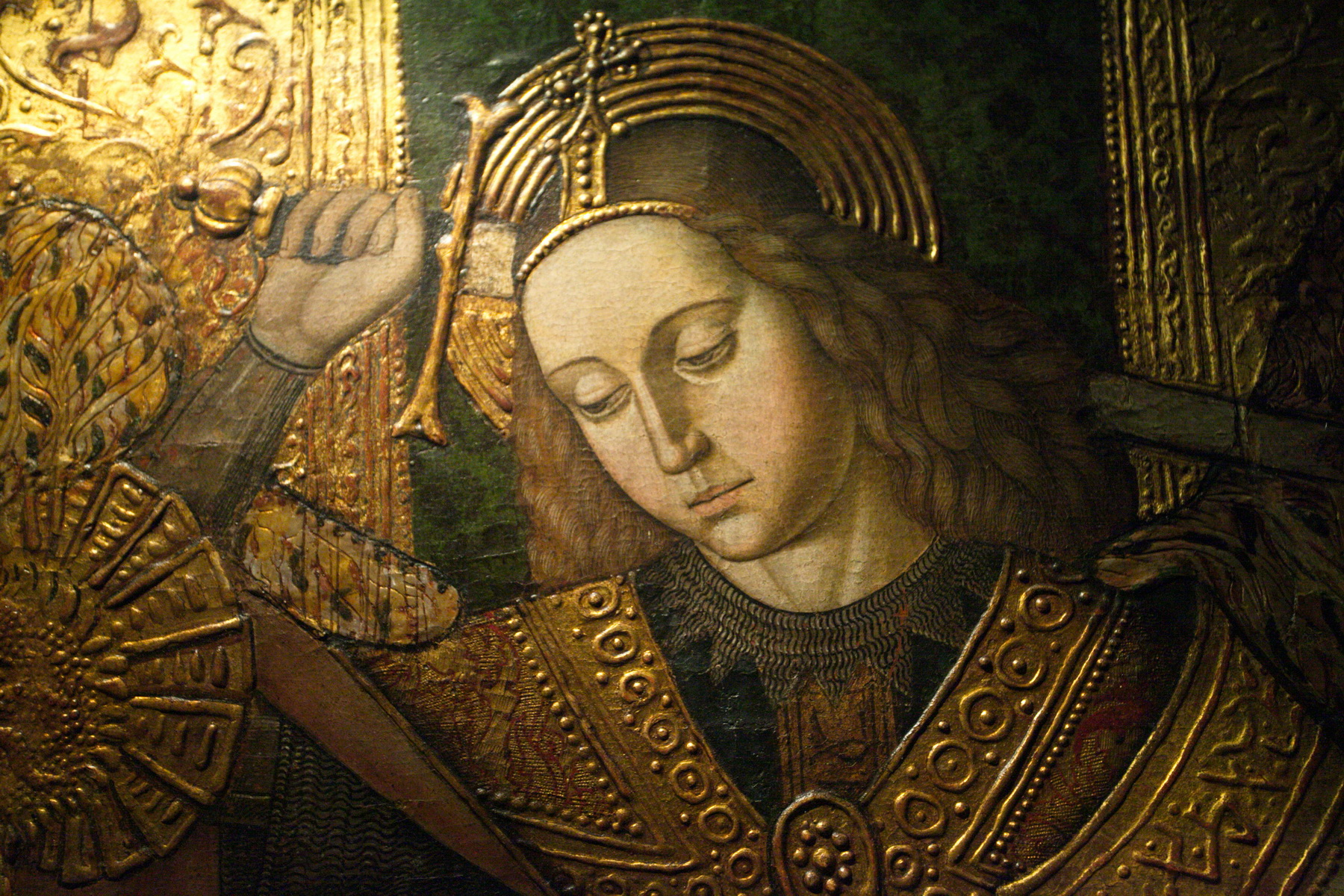
Maestro di Castelsardo. San Michele arcangelo, cattedrale di Castelsardo

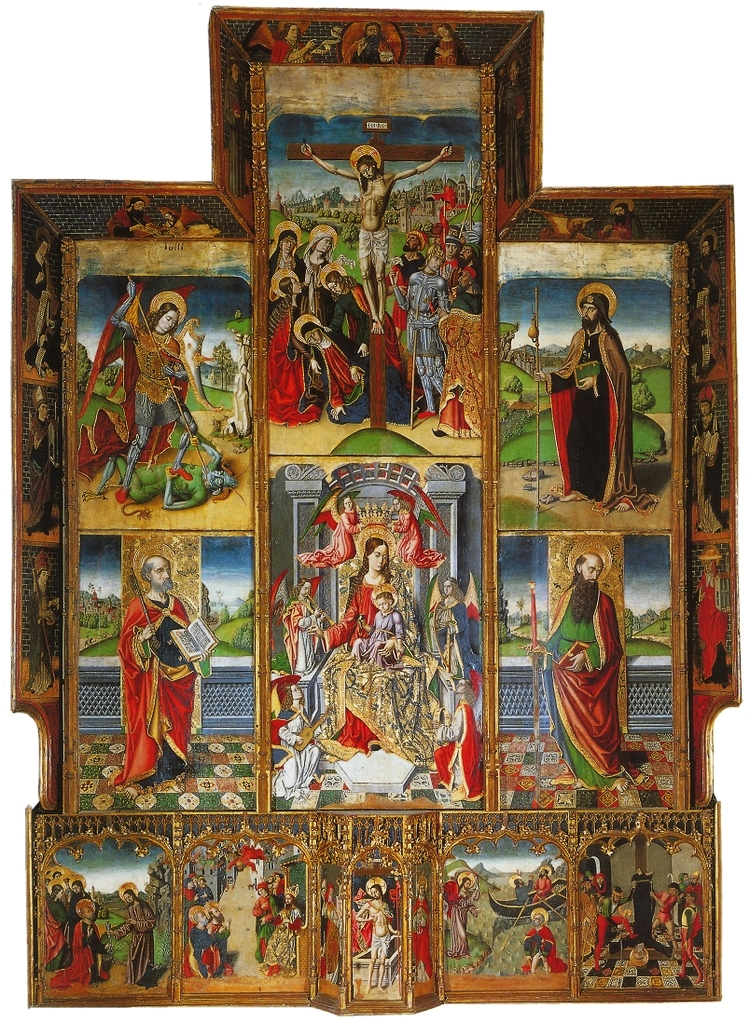
Maestro di Castelsardo. Retablo di Tuili. Tuili, parrocchiale di San Pietro Apostolo

Il Maestro di Castelsardo (fl. XV-XVI secolo) è stato un pittore iberico attivo tra la fine del XV e il primo decennio del XVI secolo.

## Attività
La sua produzione consistette in retabli tardogotici di tipologia aragonese, fortemente influenzati dalla coeva pittura fiamminga e sfiorati dai primi influssi del classicismo rinascimentale. Sono presenti sue opere in Italia (Sardegna e Calabria), Francia (Corsica), Spagna (Catalogna) e Regno Unito (West Midlands). La Sardegna è luogo di conservazione o di originaria destinazione della maggior parte delle tavole giunte fino ai nostri giorni: ciò si legherebbe agli indirizzi politici del re della Corona d'Aragona (di cui faceva parte anche il Regno di Sardegna); in particolare alla gestione dei territori di realengo, moltiplicatisi, nell'isola, a partire dal 1477, quando Giovanni II assunse per sé e per i suoi successori i titoli di Marchese di Oristano e Conte del Goceano. In questa logica si inserisce anche l'affidamento di molte diocesi sarde a vescovi aragonesi, diversi dei quali direttamente legati all'arcidiocesi di Saragozza. 
Il nome di convenzione "Maestro di Castelsardo" è stato coniato da Enrico Brunelli all’inizio del secolo scorso, a partire dalle tavole conservate nella chiesa di Sant'Antonio Abate a Castelsardo. La sua identità è stata, nel tempo, molto discussa; altrettanto controversa risulta la natura del corpus in riferimento al luogo in cui vennero realizzate le opere (ma oggi si tende a crederle frutto di un singolare fenomeno di esportazione dall'Aragona). I nomi proposti per rivelare chi si celasse dietro la sua personalità artistica sono stati numerosi: il maiorchino Martí Torner; il catalano Bernat Goffer; il sardo Gioacchino Cavaro o il lombardo Giacomo da Milano; una bottega collettiva composta da individui di risultanza documentale; infine, Joan Barceló, omonimo e forse figlio del pittore catalano vissuto in Sardegna (doc. 1485-1516) e che fu autore del Retablo della Visitazione della Pinacoteca Nazionale di Cagliari. 
Recentemente, è stata proposta l'identificazione del Maestro di Castelsardo con l'artista di Saragozza Jaime Lana (doc. 1478-1506), in seguito ad un rigoroso percorso di ricerca archivistica e allo studio di un elemento decorativo esclusivo degli artisti della capitale aragonese e presente in quasi tutte le opere del corpus del Maestro di Castelsardo: "le dorature a rilievo (embutido) che prevedono, in molti casi, sottili anelli umbonati, intercalati a coppie o, più raramente, a triadi di perline di piccola dimensione, disposti in serie, soprattutto lungo i bordi dei manti e delle vesti". Tale motivo, assente in tutti gli altri contesti iberici, insieme alle relazioni con il territorio sardo di un nutrito numero di individui frequentati dal Lana (anche in riferimento a commissioni artistiche), ne rendono alquanto verosimile l'identificazione con il misterioso artista. Ciò risulta supportato anche dalla prossimità che il pittore aragonese ebbe con le più alte sfere del potere, a partire dall'ingresso nella bottega di Tomás Giner, artista di possibile origine catalana, che nel 1473 risultava al servizio del futuro Ferdinando il Cattolico. Alla morte del Giner, Jaime Lana ne proseguì la vicenda professionale - assumendo la direzione della bottega - ma anche quella umana, unendosi in matrimonio con la vedova, Isabel González (†1505). Così come il Giner, anche Jaime Lana appare, nei documenti, a stretto contatto con le élites politiche (quasi sempre legate agli ambienti dei conversos) e con artisti di calibro internazionale al servizio di Isabella la Cattolica, come il miniaturista francese Rupert Alexandre o il rinomato ritrattista Michel Sittow (originario di Tallin ma formatosi per diversi anni a Bruges), entrambi dimoranti per qualche tempo a Saragozza. Anche questi elementi concorrono a rendere credibile l'identificazione con il Maestro di Castelsardo.

## Opere
Opere conservate o documentate in Italia: 
- Retablo di Sant’Antonio Abate (Castelsardo, Museum Ampuriense)[13] e Santo diacono (Sassari, Mus’A), che potrebbe aver fatto parte del medesimo retablo;
- Retablo dei santi Giovanni Battista e Pietro Apostolo, altrimenti detto Retablo “minore” di Saccargia (Codrongianos, Museo Ce.Do.C.);
- Retablo dei santi Pietro e Paolo (Tuili, chiesa parrocchiale)[14];
- Retablo della Porziuncola (Cagliari, Pinacoteca Nazionale), proveniente dalla chiesa di Santa Maria de Jesus del capoluogo sardo[15];
- predella del Retablo maggiore di Ardara, integrata in un complesso di tavole risalenti a data prossima al 1515 (Ardara, basilica di Nostra Signora del Regno)[16];
- Predella con Apostoli (frammenti), ritrovata come materiale di reimpiego in due altari barocchi della chiesa di Santa Chiara di San Gavino Monreale (Ales, Museo Diocesano)[17];
- Annunciazione (episcopio di Iglesias);
- San Francesco rinuncia ai beni terreni, di provenienza sconosciuta, è stata acquistata qualche tempo fa sul mercato antiquario catalano (Cagliari, coll. privata)[18];
- Pietà, di provenienza sconosciuta (non più reperibile, nota attraverso documentazione fotografica)[19];
- porzione di predella con Sant’Antonio di Padova, anch’essa di provenienza sconosciuta, un tempo facente parte di una collezione privata barese e nota attraverso documentazione fotografica;
- Matrimonio mistico di Santa Caterina e san Brunone di Colonia: costituisce la più recente addizione al corpus, la tavola sembrerebbe presente ab antiquo nella chiesa di Santa Caterina di Badolato (Calabria)[20].

Opere conservate in Spagna, Francia e Inghilterra: 
- Madonna del Latte, di provenienza sconosciuta (Barcellona, MNAC);
- Calvario, ugualmente di provenienza sconosciuta (già coll. priv. Roura e recentemente donato al Museo Diocesano di Tarragona);
- tre tavole del Retablo di san Vincenzo di Sarrià (Barcellona, MNAC)[21];
- Calvario e Retablo dei santi Bonaventura da Bagnoregio e Antonio di Padova (Santa Lucia di Tallano, Corsica, chiesa parrocchiale);
- Vergine col Bambino, angeli e donanti, probabile tavola centrale del Retablo della Porziuncola (Birmingham, City Museum and Art Gallery)[22].

## Stile
Quella del Maestro di Castelsardo risulta una formula calligrafica legata allo stereotipo hispano-flamenco, universalmente diffuso nella penisola iberica durante il regno dei Re Cattolici. Lo stile adottato dal Maestro comprende: 
- stilemi desunti dalla miniatura franco-fiamminga;
- ampio utilizzo di modelli incisori tedeschi, fiamminghi e francesi, tratti anche da illustrazioni librarie;
- la verosimile conoscenza diretta di prototipi pittorici fiamminghi di cui è nota la diffusione, anche in copia, nella penisola iberica;
- iconografie ispirate alle opere del pittore valenciano Joan Reixac;
- ipotetica conoscenza del San Michele di Orihuela di Paolo di San Leocadio[24];
- possibili prestiti iconografici legati alla cultura classicista italiana di contesto ligure, toscano e veneto;
- chiaroscuro degli incarnati di tono "scultoreo", affine a quanto esperito in pittura nelle province di Burgos e Palencia;
- interesse per il ritratto realistico, in contrasto con l'immagine di "donante" ancora diffusa a quei tempi nella penisola iberica;
- caratteristiche della struttura ad intaglio ligneo dei retabli (mazonería) e del polvarolo accostabili alle tipologie diffuse in Aragona e nel regno di Navarra[25];
- dorature a pastiglia secondo l'uso invalso a Saragozza nella seconda metà del Quattrocento e fino agli inizi del secolo successivo.